# Keven McDonald
Pour les articles homonymes, voir McDonald.
Cet article possède un paronyme, voir Kevin McDonald.
 Keven McDonald est un joueur de basket-ball américain.

## Biographie
Après une carrière universitaire avec les Pennsylvania Quakers, il est sélectionné en trente-septième position lors de la Draft 1978 de la NBA par les SuperSonics de Seattle. Toutefois, il ne joue aucun match en National Basketball Association (NBA).